# Kakwenza Rukirabashaija

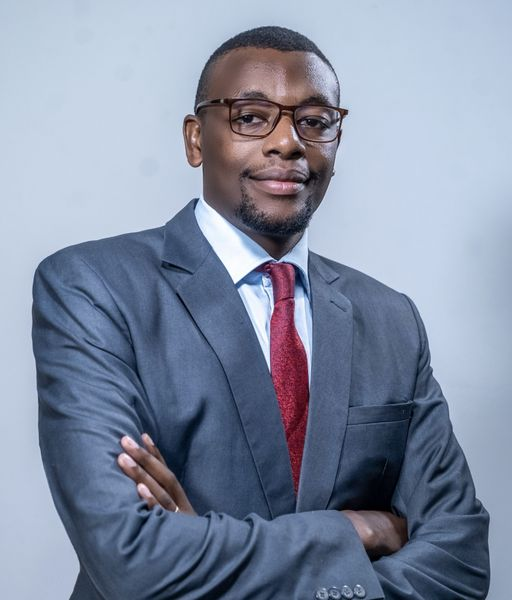
Kakwenza Rukirabashaija 2023

Kakwenza Rukirabashaija (* 1. Oktober 1988) ist ein ugandischer Schriftsteller, Jurist und Regierungskritiker.

## Leben
Rukirabashaija wuchs im Distrikt Rukungiri als viertes von zwölf Kindern in Armut auf. Er besuchte zahlreiche Schulen, da sein Vater ein religiöser Anführer war und die Familie mit ihm umherreiste. In seiner späteren Schulzeit besuchte Rukirabashaija die Makobore High School, die Kyamakanda Secondary School und die Kigezi College Butobere, in der er die O-Level-Examen ablegte. Seine A-Level-Prüfungen absolvierte er an der Muyenga High School in Kampala. Rukirabashaija studierte Development Studies in Kyambogo (Bachelor) und Journalismus an der University of Cape Town (Master). Es folgte ein Jura-Studium an der Cavendish University Uganda.
Rukirabashaija ist verheiratet und Vater von sechs Kindern. Er ist Mitglied des Forum for Democratic Change.

## Wirken
Rukirabashaija schrieb bereits seit der Kindheit Erzählungen. Im Jahr 2020 veröffentlichte er seinen Roman The Greedy Barbarian (Ü: Der gierige Barbar), die sich mit systematischer Korruption in einem fiktiven afrikanischen Land befasst; das Buch entwickelte sich zu einem Bestseller und Rukirabashaija erhielt dafür den Pinter International Writer of Courage Award. Auch sein zweites Buch Banana Republic: Where Writing Is Treasonous (Ü: Bananenrepublik – wo Schreiben Landesverrat ist), das seinen Aufenthalt in einem Gefängnis thematisiert, wurde ein Bestseller.
Im Dezember 2021 wurde Rukirabashaija von bewaffneten Einheiten in Gewahrsam genommen und wegen „offensiver Kommunikation“ über Muhoozi Kainerugaba, Sohn des Präsidenten Yoweri Kaguta Museveni, angeklagt. Basis dafür war der 2011 verabschiedete Computer Misuse Act. Kurz vor der Festnahme schrieb er: „Ich stehe unter Hausarrest. Männer mit Waffen brechen meine Tür auf. Sie sagen, sie seien Polizisten, tragen aber keine Uniform. Ich habe mich verbarrikadiert.“ Er hatte auf dem Kurznachrichtendienst Twitter geschrieben: „Erfolg bedeutet für Sie, die Staatskasse und Ressourcen zu plündern und militärische Ränge zu erlangen, weil Sie der dickköpfige, plumpe Sohn des Despoten sind?“ Am 25. Januar 2022 entschied ein Gericht, dass er auf Kaution aus der Haft entlassen werden sollte, jedoch wurde er noch im Gefängnis von Spezialeinheiten erneut abgefangen.
Im Januar ernannte die deutsche Sektion der Schriftstellervereinigung PEN Rukirabashaija zum Ehrenmitglied. Am 23. Februar 2022 gelang es dem deutschen PEN, Rukirabashaija nach Deutschland zu holen. Die Geschichte seiner Verhaftung, Folter, Zeit im Gefängnis und schließlich Flucht nach Deutschland verarbeitete Rukirabashaija in seinem dritten Roman The Savage Avenger, der im Mai 2023 erschien. Im Juni 2023 wurde Rukirabashaija auf dem 16. Oslo Freedom Forum mit dem Václav Havel Prize for Creative Dissent ausgezeichnet.

## Werke
- 2020: The Greedy Barbarian. theworldiswatching, 2020
- 2022: Banana Republic: Where Writing Is Treasonous. Kitara Nation, 2022
- 2023: The Savage Avenger. theworldiswatching, 2023